# Palais Serbelloni
Le palais Serbelloni (en italien : Palazzo Serbelloni) à Milan est une construction de 1770 dessinée par l'architecte Simone Cantoni. Le hall néo-classique est de Giuliano Traballesi.

## Historique
En 1796, il a été occupé pendant 3 mois par Napoléon Bonaparte et Joséphine.